# آن سيمون
آن سيمون (بالإنجليزية: Anne Simon)‏ هي أحيائية وصحفية أمريكية، ولدت في 8 يونيو 1956 في مانهاست في الولايات المتحدة.